# Götz R. Richter
Götz Rudolf Richter, bekannt als Götz R. Richter (* 1. August 1923 in Kleinröhrsdorf/Sachsen; † September 2016 in Bad Saarow), war ein deutscher Schriftsteller.

## Leben
Götz Rudolf Richter entstammte einer Arbeiterfamilie. Er besuchte die Pestalozzischule in Großenhain. Er ging mit 14 Jahren 1937 als Schiffsjunge zur Handelsmarine und gelangte auf drei Reisen bis nach Afrika. Von 1939 bis 1941 arbeitete er in der chemischen Industrie. 1941 meldete er sich freiwillig zur Kriegsmarine und nahm bis 1945 am Zweiten Weltkrieg teil. 
Von 1945 bis 1948 arbeitete Richter in der Landwirtschaft, versuchte sich daneben als freischaffender Maler und absolvierte eine Ausbildung zum Lehrer. In diesem Beruf war er anschließend bis 1955 in Großenhain tätig. Seitdem war er freier Schriftsteller.
Richter lebte seit 1970 in Bad Saarow. Er war verheiratet und starb mit 93 Jahren in Bad Saarow.

## Literarisches Schaffen
Richter begann Ende der 1940er Jahre mit dem Schreiben von Kurzgeschichten und Reportagen, die zuerst in DDR-Zeitschriften erschienen. Später war er als Verfasser von Romanen und Erzählungen ein bedeutender Vertreter des Abenteuer-Genres innerhalb der DDR-Literatur. Seine Bücher, die als sozialistische Alternative zu den Werken „imperialistischer“ Autoren wie Karl May gedacht und vor allem für Kinder und Jugendliche bestimmt waren, handeln häufig von der Seefahrt und von Afrika. 
Am bekanntesten wurde Richter durch seine von Kurt Zimmermann illustrierte „Savvy“-Trilogie (bestehend aus den Bänden Savvy, der Reis-Shopper, Die Höhle der fliegenden Teufel und Trommeln der Freiheit), in der die Entwicklung eines westafrikanischen Landes vom Status des kolonialen Ausbeutungsobjektes bis zum bewaffneten Aufstand gegen das Kolonialregime geschildert wird.
Mehr als drei Millionen Exemplare seiner 25 Bücher wurden bis 1990 in der DDR gedruckt.
Richter war seit 1956 Mitglied des Schriftstellerverbandes der DDR. Er gehörte der SED an und vertrat sie als Abgeordneter im Bezirkstag des Bezirkes Frankfurt (Oder).

## Auszeichnungen
- 1972 Alex-Wedding-Preis
- 1974 Orden „Banner der Arbeit“
- 1978 Kunstpreis des Bezirks Frankfurt (Oder)
- 1983 Vaterländischer Verdienstorden

## Werke
- Najok, der Perlentaucher, Leipzig 1952
- Savvy, der Reis-Shopper, Berlin 1955
- Schiffe, Menschen, fernes Land, Leipzig 1956
- Jonas oder Der Untergang der Marie-Henriette, Berlin 1957
- Die Höhle der fliegenden Teufel, Berlin 1958
- Segel in Sonne und Sturm, Neuenhagen b. Berlin 1958
- Abenteuer im Urwald und auf See, Berlin 1959
- Hanna und Jörg, Leipzig 1962
- Kamau, der Afrikaner, Berlin 1962
- Trommeln der Freiheit, Berlin 1963
- Kimani, Berlin 1964
- Die Falle, Berlin 1966
- Sado und Apii, Berlin 1967
- Die Löwen kommen, Berlin 1969
- Aufstand in den wilden Bergen, Berlin 1971
- Krallen der Bestie, Berlin 1972
- Kimani in Nairobi, Berlin 1974
- Die Nacht auf der Wananchi-Farm, Berlin 1976
- Msuri, Berlin 1977
- Die Hütte am Milin Kamak, Berlin 1978
- Msuri im Land der Antilope, Berlin 1979
- Die Männer von der Senegal, Berlin 1979
- Tropengewitter, Berlin 1980